# 沢田村 (群馬県)
沢田村（さわだむら）は群馬県の北西部、吾妻郡に属していた村。

## 地理
- 山岳 - 高田山、高野山、吾嬬山、薬師岳
- 河川 - 四万川、上沢渡川、大竹川

## 歴史
- 1889年（明治22年）4月1日 町村制施行により、四万村、上沢渡村、下沢渡村、折田村、山田村が合併し、吾妻郡沢田村が成立する。
- 1955年（昭和30年）4月15日 中之条町、伊参村、名久田村と合併し中之条町となる。

## 経済

### 産業
農業
『大日本篤農家名鑑』によれば沢田村の篤農家は、「町田虎三郎、田村平松、関清三郎、福田六右衛門、安原繁蔵、折田藤七、宮崎弘、一場和五郎、湯本源十郎、田村粂四郎、中澤作馬、町田九十郎、沢渡賢三郎、吉田文吉、田村高重郎」などがいた。

## 出身・ゆかりのある人物
- 田村茂三郎（温泉旅館業、群馬県多額納税者）

## 名所・旧跡
- 四万温泉
- 沢渡温泉